# I dannati della terra
I dannati della terra è l'ultimo libro di Frantz Fanon, pubblicato pochi giorni prima della sua morte dalle Éditions Maspero nel 1961 e tradotto in 15 lingue. È diventato il punto di riferimento per i movimenti anticoloniali africani.

## Contenuto
Questo saggio analitico rappresenta il pensiero di Frantz Fanon riguardo al colonialismo, all'alienazione dei colonizzati e alle guerre di liberazione. Studia il ruolo che gioca la violenza tra colonizzatori e colonizzati. Sostiene la lotta anticolonialista che deve passare anche attraverso la lotta armata e l'emancipazione del Terzo Mondo. Il libro espone anche con una certa premonizione le contraddizioni insite nell'esercizio del potere nell'era postcoloniale in Africa. Per questo Fanon è noto anche per lo sguardo prospettico che rivolge allo stato-nazione africano postcoloniale.
L'opera è stata concepita durante la guerra d'Algeria, bandita quando uscì in Francia, e servì da riferimento per la formazione della prassi teorica dei movimenti anticoloniali di liberazione e autodeterminazione africani. Questo libro è famoso anche per la sua prefazione scritta da Jean-Paul Sartre.